# 소 소 데프 레코드
소 소 데프 레코드(So So Def Recordings)는 미국의 힙합레이블이다. 아틀란타에 회사가 있다. 사장은 저메인 듀프리이다. 주로 사우던 뮤직, 알엔비, 힙합, 베이스 뮤직을 기반으로 하는 음악레이블이다. 2006년 유니버설 뮤직 그룹에 인수되고, 데프잼 레코드와 계약한다. 그러나 2009년 다시 소니 뮤직 엔터테인먼트으로 이적한다는 설이있다.

## 소속 아티스트
- 돈드리아
- Q Da Kid
- 디제이 펠리 펠
- Young Capone
- T.Waters
- SunN.Y.
- T.L.J. Sponge
- 브라이언마이클 콕스
- Jagged Edge
- Short Dawg
- 존타 오스틴
- Da Brat
- 바우 와우
- The Kid Slim
- 니티
- 저메인 듀프리
- 리키 벨
- Hot Dollar
- Git Fresh
- Rocko

## 전 소속 아티스트
- 재닛 잭슨
- Whodini
- Killa D
- Daz Dillinger
- Bone Crusher
- Bossman
- Jarvis
- YoungBloodZ
- Xscape
- Dem Franchize Boyz
- Yung Gutta A.k.A Major
- Harlem World
- 3LW
- J-Kwon
- Junior" Greatness" Ennis
- Run-D.M.C.
- Brooks Buford